# Zona erogena

Schema che evidenzia le varie zone erogene

Una zona erogena è un'area del corpo umano, spesso un organo o parte di esso, la cui stimolazione esterna è legata all'eccitazione e al piacere sessuale. Letteralmente erogeno significa "che genera amore" (amore come eros), e si riferisce appunto alla proprietà della zona in questione in grado di procurare piacere sessuale.

## Zone erogene comuni
Nel corpo, le zone erogene comuni sono i genitali, la cui stimolazione anche breve provoca sensazioni di eccitazione sessuale e piacere. Altre zone erogene sono i capezzoli, la zona perianale, i seni, l'ombelico e anche il collo. Altre zone erogene sono: il retro delle ginocchia, l'interno coscia e la punta del gomito. Il punto G, sarebbe una presunta formazione anatomica posta nella parete interna della vagina, la cui stimolazione profonda provoca un piacere intenso e, talvolta, l'eiaculazione femminile (squirting). Nel maschio si parla invece di punto L che corrisponde alla prostata, ghiandola dell'apparato riproduttore maschile, palpabile internamente a circa 5 cm dall'apertura anale e stimolabile anche dall'esterno tramite pressione sul perineo.

## Le zone erogene per Sigmund Freud
Sigmund Freud, nei suoi studi, rilesse il concetto di sessualità alla luce di una visione più ampia: per il padre della psicoanalisi la sessualità non è circoscritta ai genitali, ma è quella dimensione degli affetti e del comportamento umano legata in maniera indissolubile al piacere. Tutte le forme di piacere (anche quelle non genitali) sono perciò manifestazioni della libido, energia psichica pulsionale mirata al raggiungimento di un oggetto attraverso diverse zone del corpo sensibili al piacere.
Nella sua descrizione delle fasi dello sviluppo psicosessuale, Freud individuò alcune zone erogene distinte nel bambino, la cui naturale e fisiologica "progressione" consente lo sviluppo psichico e libidico. Nella sua celebre teorizzazione delle "fasi", egli descrisse altrettante zone erogene, intese come aree del corpo (zone anatomiche) che nel corso dello sviluppo rappresentano le principali fonti di piacere per il bambino: le zone erogene sono quindi la bocca (zona orale e labiale), l'ano (zona anale, perianale e intestino), l'uretra e infine i genitali.